# Flik 63J
La Fliegerkompanie 63 o Jagdflieger-Kompanie 63 (abbreviata in Flik 63J o Flik 63) era una delle squadriglie della Kaiserliche und Königliche Luftfahrtruppen.

## Storia

### Prima guerra mondiale
La squadriglia fu creata a Strasshof an der Nordbahn in Austria e venne inviata il 1º dicembre 1917, sul fronte italiano, al campo di aviazione di Giai di Gruaro. Nell'estate del 1918 partecipò alla fallita offensiva della Battaglia del solstizio nell'Armta dell'Isonzo. Ebbe quindi con sede a Motta di Livenza ed a Portobuffolé dove era al 15 ottobre e poi a Spilimbergo con il movimento del fronte.
Dopo la guerra fu sciolta insieme all'intera aeronautica austriaca.